# 伊索拉-达斯蒂
伊索拉-达斯蒂（義大利語：Isola d'Asti），是意大利阿斯蒂省的一个市镇。总面积13.58平方公里，人口2177人，人口密度160.3人/平方公里（2009年）。ISTAT代码为005059。